# 供石
供石，是一類具有藝術欣賞價值的石頭，是中國傳統赏石文化的重要部分。文房珍玩中的供石作爲自然景觀的縮影，常被中國文人雅士放置於書房中作爲凝神静思、汲取靈感的載體，故又稱為文房石、文人石。

## 歷史
早於近7000年前的新石器時代，已在古墓中發現珍罕的各類玉石，但直到唐代後期，文人才開始熱衷於收藏供石。在宋代，賞石文化漸趨普及：米芾因拜石丟官而作《拜石圖》；杜綰則編寫了首部內容全面的石譜《雲林石譜》。

## 鑒賞標準
供石的品質有包括產地、顔色、紋理、質感等衆多的評判標準。人們使用許多術語來描述供石所需的品質，常見的如：“瘦”、“透”、“漏”（供石中空的部分能與石體和光線形成強烈對比，因此備受推崇）、“皺”、“古”（年代久遠而典雅）、“絕”（代表完美）等。

## 產地
供石一般產自偏遠之地，而最精緻的供石往往來自河床或山中。珍罕供石的主要產地有：
- 安徽省靈璧縣，出產的靈璧石由於密度的關係，聲音洪亮渾圓。深黑色的靈璧石為最上等，表面通常只有少量紋理，亮澤溫潤。
- 江蘇省太湖沿岸，出產的太湖石形狀奇特竣削，深受文人雅客青睞。
- 廣東省英德市，出產的英德石（也稱英石）表面有坑紋或小窩，紋理複雜細緻，廣受歡迎。英石採自洞穴，而傳統認為有水的洞穴出產的英石表面烏黑亮澤，乃屬上等。